# Lazeșciîna, Rahău
Lazeșciîna (în ucraineană Лазещина) este o comună în raionul Rahău, regiunea Transcarpatia, Ucraina, formată numai din satul de reședință.

## Demografie
Componența lingvistică a comunei Lazeșciîna
     Ucraineană (99,38%)
     Alte limbi (0,5%)
Conform recensământului din 2001, majoritatea populației comunei Lazeșciîna era vorbitoare de ucraineană (99,38%), existând în minoritate și vorbitori de alte limbi.